# Beuta

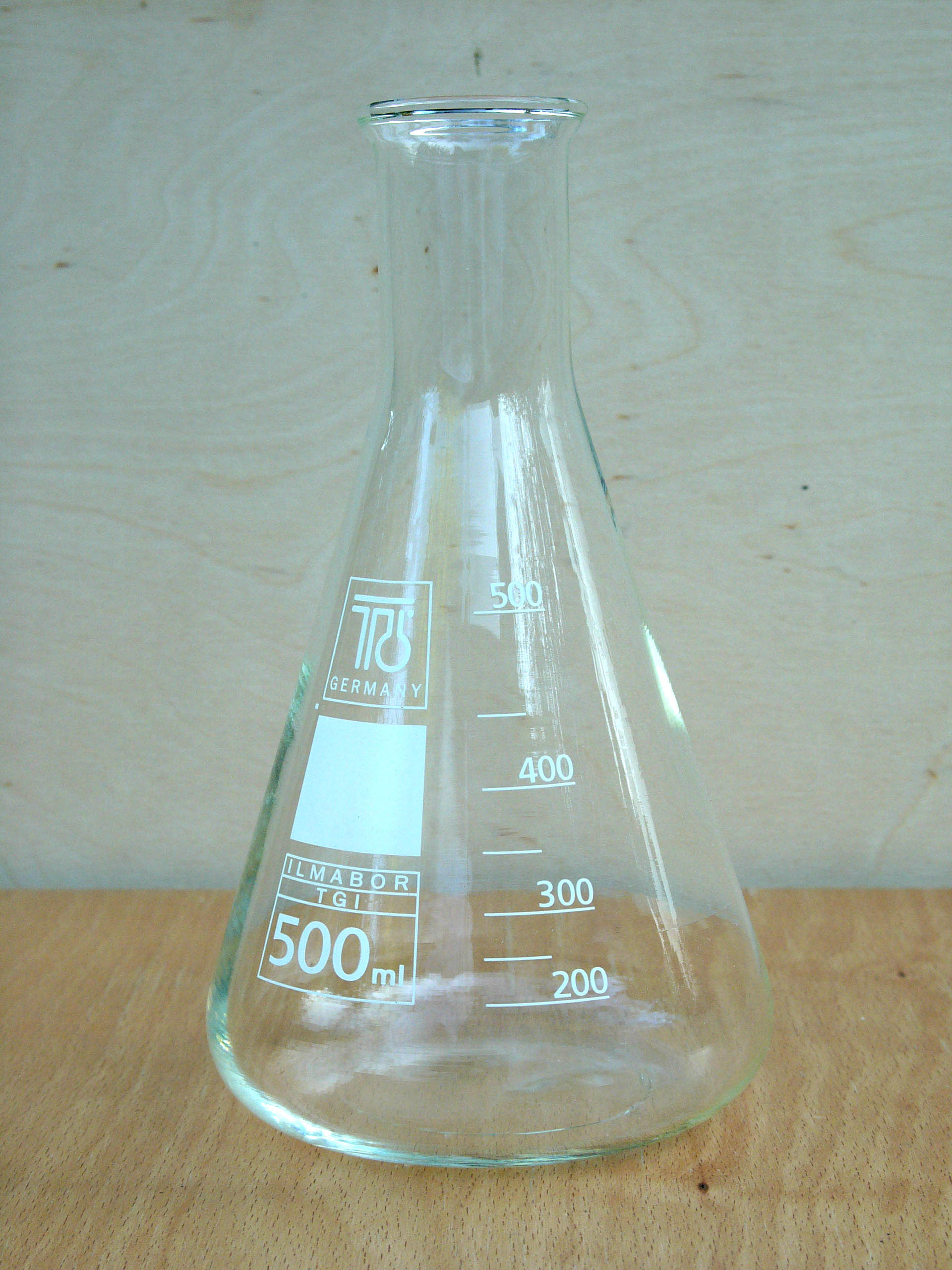
Una beuta da 500 ml

La beuta è un recipiente (generalmente graduato) con base tronco-conica e collo cilindrico, usato frequentemente nei laboratori chimici. 
Esistono vari tipi e dimensioni di beute; solitamente si utilizzano capacità da 10 ml a 1 l, anche se è possibile ottenerne di più capienti.

## Proprietà
La forma tronco conica serve a ricondensare i vapori di solvente contenuti nella beuta stessa, minimizzandone le perdite per evaporazione. La forma e il collo stretto permette di agitarne il contenuto senza spanderlo, caratteristica che la rende di uso ottimale nell'ambito delle titolazioni. In microbiologia sono utilizzate nella produzione di colture microbiche. Le beute possono essere comodamente tappate utilizzando una pellicola Parafilm o un tappo di gomma o plastica.
Generalmente è prodotta in vetro chiaro, ma ne esistono anche in vetro scuro o materiale plastico. Le beute in vetro Pyrex possono essere poste a riscaldare in contatto con la fiamma di un becco Bunsen, utilizzando un treppiede. 
Varianti della beuta classica sono: la beuta da vuoto (o beuta codata), che possiede un attacco laterale per un tubo da vuoto, utilizzata nella filtrazione con filtro Büchner o per altre filtrazioni sottovuoto; la beuta con tappo a smeriglio.

## Storia della prima beuta

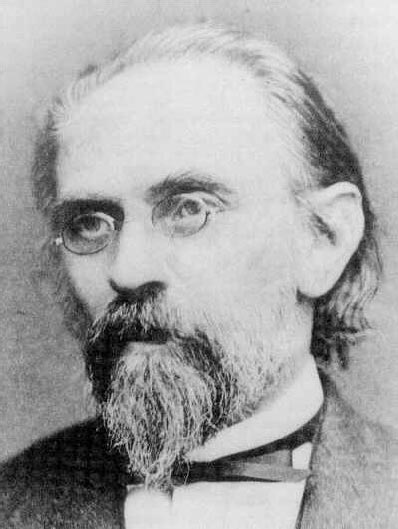
Emil Erlenmeyer

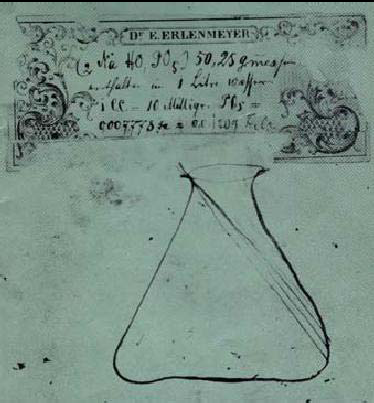
Schizzo della prima beuta di Erlenmeyer

La prima beuta fu originariamente ideata da Emil Erlenmeyer nel 1861. Per questo motivo le beute sono denominate anche matracci di Erlenmeyer.